# Karl Wilhelm Verhoeff
Karl Wilhelm Verhoeff, ibland stavat Carl, född 25 november 1867 i Soest, död 6 december 1944, var en tysk zoolog som specialiserade sig i enkelfotingar, dubbelfotingar, mångfotingar samt gråsuggor och tånglöss.